# Campionats del món de ciclisme en ruta de 2009

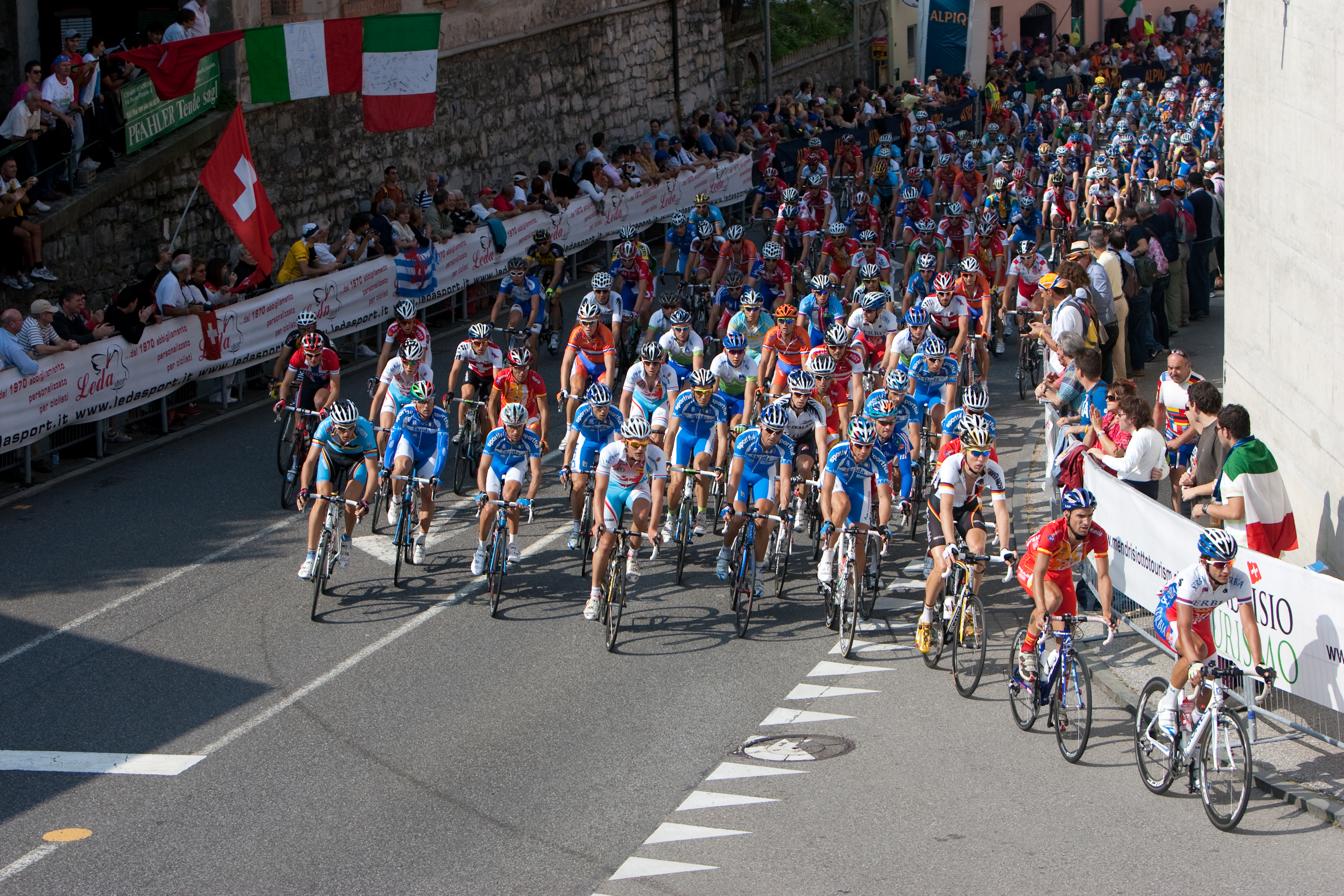
Imatge de la cursa en línia masculina.

Els Campionats del món de ciclisme en ruta de 2009 es disputaren del 23 al 27 de setembre de 2009 a Mendrisio, Suïssa. La competició consistí en una cursa contrarellotge i una en ruta per a homes, dones i homes sub-23.

## Resultats
|                                         | Or                               | Or         | Argent                       | Argent      | Bronze                        | Bronze      |
| Proves masculines professionals         |                                  |            |                              |             |                               |             |
| Cursa en línia masculina detalls        | Cadel Evans · Austràlia          | 6h 56' 26" | Alexandr Kolobnev · Rússia   | + 27"       | Joaquim Rodríguez · Catalunya | m. t.       |
| Contrarellotge masculina detalls        | Fabian Cancellara · Suïssa       | 57' 55.74" | Gustav Larsson · Suècia      | + 1' 27.13" | Tony Martin · Alemanya        | + 2' 30.18" |
| Proves masculines sub-23                |                                  |            |                              |             |                               |             |
| Cursa en línia masculina sub-23 detalls | Romain Sicard · França           | 4h 41' 54" | Carlos Betancur · Colòmbia   | + 27"       | Egor Silin · Rússia           | m. t.       |
| Contrarellotge masculina sub-23 detalls | Jack Bobridge · Austràlia        | 40' 44.79" | Nelson Oliveira · Portugal   | + 18.73"    | Patrick Gretsch · Alemanya    | + 27.66"    |
| Proves femenines elit                   |                                  |            |                              |             |                               |             |
| Cursa en línia femenina detalls         | Tatiana Guderzo · Itàlia         | 3h 33' 25" | Marianne Vos · Països Baixos | + 19"       | Noemi Cantele · Itàlia        | m. t.       |
| Contrarellotge femenina detalls         | Kristin Armstrong · Estats Units | 35' 26,09" | Noemi Cantele · Itàlia       | + 55.01"    | Linda Villumsen · Dinamarca   | + 58.25"    |

## Medaller
| Posició | País          | Or | Plata | Bronze | Total |
| 1       | Austràlia     | 2  | 0     | 0      | 2     |
| 2       | Itàlia        | 1  | 1     | 1      | 3     |
| 3       | França        | 1  | 0     | 0      | 1     |
| 3       | Suïssa        | 1  | 0     | 0      | 1     |
| 3       | Estats Units  | 1  | 0     | 0      | 1     |
| 6       | Rússia        | 0  | 1     | 1      | 2     |
| 7       | Colòmbia      | 0  | 1     | 0      | 1     |
| 7       | Països Baixos | 0  | 1     | 0      | 1     |
| 7       | Portugal      | 0  | 1     | 0      | 1     |
| 7       | Suècia        | 0  | 1     | 0      | 1     |
| 11      | Alemanya      | 0  | 0     | 2      | 2     |
| 12      | Dinamarca     | 0  | 0     | 1      | 1     |
| 12      | Espanya       | 0  | 0     | 1      | 1     |
| Total   | Total         | 6  | 6     | 6      | 18    |